# 니콜라스 카디
니컬러스 카디(Nicholas Kadi, 1952년 9월 22일 ~ )는 터키 태생의 미국 배우이다.
이스탄불에서 태어났다.

## 영화
- 게임 오브 라이프 (2007년)
- 나이트메어 앤 드림스케이프 (2006년)
- 솔져 오브 갓 (2005년)
- 슬리퍼 셀 (2005년)
- 무하마드: 더 라스트 프라핏 (2002년)
- 두 얼굴의 미녀 (1992, Me Myself & I)
- 특전대 네이비 씰 (1990년)
- 뽀빠이 도일 (1986년)
- 불을 찾아서 (1981년)